# Lidia Pospieszalska
Lidia Pospieszalska (ur. 14 marca 1960 w Obornikach) – polska wokalistka jazzowa.

## Życiorys
Absolwentka geografii na Uniwersytecie im. Adama Mickiewicza w Poznaniu i Wydziału Muzyki Jazzowej i Rozrywkowej w katowickiej Akademii Muzycznej, gdzie poznała swojego męża Marcina Pospieszalskiego. Wraz z nim współuczestniczyła w tworzeniu wielu projektów muzycznych Rodziny Pospieszalskich.
Ma dwóch synów – Nikodema i Mikołaja.
W 2007 wydała debiutancką płytę solową.

## Dyskografia
solowo
- Inaije – (Edycja Świętego Pawła – 2007; oraz reedycja 4ever Music – 2011)

inne
- Tie Break
  - Poezje ks. Jana Twardowskiego
  - Yanina: Portret wewnętrzny
- Zakopower
  - Musichal
    - Kiedy se póde – muzyka

  - Na siedem
    - Cy to ta – muzyka
- Dom pełen skarbów – śpiew